# Свети мученик Атинодор
Свети мученик Атинодор месопотамски је хришћански светитељ и мученик
Пореклом је из Сиријске Месопотамије. Од ране младости се посветио монашком животу. Пријављен је у време прогона хришћана императора Диоклецијана, да је хришћанин. Био је ухваћен и доведен пред царског намесника Елевсија, пред којим је исповедио своју веру у господа Исуса Христа. Због тога је осуђен на тешке муке: истезан је између два стуба, сви делови тела паљени су свећама; затим му су му стављали усијану ђулад испод пазуха, оштре игле завлачили му у ноздрве, полагали га по ужареном гвозденом тепиху, који се на чудесан начин охладио; затим су га убацили у усијаног бакарног вола, и подвргли га многим другим мучењима; но у свима тим мукама свети мученик је остао неповређен. Видећи таква чуда на светом мученику многи незнабошци примили су хришћанство и крстили се: најпре њих педесет, а затим још тридесет. Најзад је свети мученик осуђен на посечење мачем. Но чим је џелат приступио своме послу, спотакао се и пао мртав, и рука му се са мачем ишчупа из рамена. После тога нико се више није усудио да приступи погубљењу светог мученика. Тада се свети мученик помолио Богу и умро. Пострадао је око 304. године.
Православна црква прославља светог Атинодора 7.(20.) децембра.